# Јокастин комплекс
Јокастин комплекс je психоаналитички појам који је добио назив по Јокасти, жени тебанског краља Лаја, која се, према грчкој митологији, у незнању удала за свог сина Едипа. Јокастин комплекс је либидонозна фиксација мајке према сину, односно, латентна (и углавном подсвесна) еротска усмереност жене према млађем мушкарцу и склоност ка избору оног партнера који је у психофизичком смислу подсећа на сина. Јокастин комплекс укључује и мајчину љубомору (па и латентну, а понекад и реализовану агресивност) према жени с којом се син везује. По психоанализи, то је један од стадијума психосексуалног сазревања (које, у ствари, траје читав живот) и не може му се давати епитет перверзног, осим у ретким екстремним случајевима, када наведена фиксација може добити и обележја инцестуозног понашања, али и неприкривене агресивности према снахи или синовљевој девојци.